# Arcugnano
Arcugnano – miejscowość i gmina we Włoszech, w regionie Wenecja Euganejska, w prowincji Vicenza.
Według danych na rok 2004 gminę zamieszkiwały 6994 osoby, 170,6 os./km².